# Irish Independent
L'Irish Independent és el diari més venut d'Irlanda, amb 580.000 lectors. Va ser fundat el 1905 per William Martin Murphy com a successor directe del Daily Irish Independent El seu redactor és Gerry O'Regan. És rival directe del diari Irish Times.